# Tramlijn 25 (Rotterdam)
Tramlijn 25 van de Rotterdamse RET was een van de tramlijnen in Rotterdam die waren aangelegd in het kader van het TramPlus-project en werd geopend op 25 november 2004. Met 19,7 kilometer was tramlijn 25 de langste tramlijn van Rotterdam (en de tweede langste van Nederland na lijn 1 in Den Haag). Deze lijn reed vanaf de wijk  Carnisselande  in Barendrecht via Langenhorst, Randweg, Wilhelminaplein, Erasmusbrug, Leuvehaven, Beurs, Rotterdam Centraal, Franciscus Gasthuis en  Melanchthonweg naar de wijk Schiebroek in Rotterdam.

## Geschiedenis
Belangrijkste doel van de Carnisselandelijn is het verbinden van de Vinex-wijk Carnisselande in Barendrecht met het Rotterdamse centrum en het Centraal Station met de Rotterdamse wijk Schiebroek.
Hoewel aanvankelijk een tracé was gekozen, ontworpen en uitgewerkt dat via de Groene Hilledijk zuidzijde zou lopen, is om politieke redenen later het tracé alsnog gewijzigd. Na gemeenteraadsverkiezingen werd de partij Leefbaar Rotterdam in de gemeenteraad de grootste partij. Op initiatief van deze partij is het tracé aangepast en heeft dit geleid tot de huidige inpassing.
De tramlijn zoals deze destijds is aangelegd, sloot aan op de bestaande sporen op de Beijerlandselaan. Ter hoogte van de Randweg buigt het spoor af richting Bree om vervolgens met een viaduct weer op de Groene Hilledijk te komen. Deze tracéwijziging heeft als gevolg gehad dat ook de aanvullende voorzieningen zoals een parkeergarage ter hoogte van 't Slag niet zijn uitgevoerd, omdat deze aanvankelijk bedoeld was voor de compensatie van verloren parkeerplaatsen.
Per 10 december 2006 is tramlijn 25 vanaf het Centraal Station verlengd via de route van tramlijn 5 naar Schiebroek. Tramlijn 5 kwam te vervallen en lijn 25 reed het traject naar Schiebroek samen met tramlijn 20. Met ingang van 14 december 2008 is lijn 20 ingekort tot het Centraal Station. De frequentie van lijn 25 - de drukste tramlijn van de RET - is daarom overdag verhoogd tot negen trams per uur. Het lukt de tramlijnen 20 en 25 zelden hun dienstregeling te rijden: het komt zeker in de spits geregeld voor dat meerdere trams vlak achter elkaar rijden om vervolgens lange tijd niet te verschijnen (terwijl dit om de vijf minuten zou moeten zijn).
In 2008 en 2009 is een deel van het traject Weena - Schiebroek opgewaardeerd tot een TramPlus-traject. Als gevolg hiervan zijn verschillende haltes verplaatst. Halte Vlaggemanstraat is geheel vervallen, de halte Abraham Kuyperlaan is verplaatst naar kruising Schieweg/Bergselaan en is hernoemd naar Schieweg.
Van 23 maart tot en met 10 mei 2009 reed lijn 25 in verband met de opwaardering van het tracé over de Schiekade en Schieweg vanaf het Beursplein rechtdoor over de Coolsingel via het Hofplein en het Weena naar het Centraal Station (CS) waarna hij terugging naar Carnisselande. Het traject CS - Schiebroek werd bediend door de tijdelijk heringevoerde lijn 5: vanaf CS via Weena, Hofplein en Schiekade naar de Provenierssingel, het Proveniersplein (achterzijde CS) - halte, de Stationssingel, Walenburgerweg - halte en Bentincklaan naar Diergaarde Blijdorp - halte, van Aerssenlaan, Stadhoudersweg - halte bij Statenweg en Bergselaan naar de Schieweg waarna hij het traject van lijn 25 hernam. Terug ging het over dezelfde route met dien verstande dat na de Schiekade over het Hofplein rechtdoor de Coolsingel werd opgereden om via de Van Oldenbarneveldtstraat, Mauritsweg en het Kruisplein het CS te bereiken. Deze lijn 5 reed met trams uit de serie 700.
Op 6 januari 2025 werd het tramnetwerk in Rotterdam veranderd; veel tramlijnen kregen een andere route en/of een ander lijnnummer. Lijn 25 werd geknipt op Rotterdam Centraal. Het traject tussen Carnisselande en Rotterdam Centraal werd overgenomen door lijn 5 en het traject tussen Rotterdam Centraal en Schiebroek werd overgenomen door lijn 8.

## Exploitatie
Lijn 25 reed overdag van ongeveer 7:00 tot 19:00 met een frequentie van 8 keer per uur. In de weekenden en in zomer- en kerstvakantie werd er een 10-minuten dienst gereden en in de avond een 15-minuten dienst.

## Route
Tramlijn 25 rijdt vanaf de Rotterdamse wijk Schiebroek via metrostation Melanchthonweg, Franciscus Gasthuis, Schiekade, Hofplein, het Centraal Station via de Mauritsweg, Coolsingel en over de Erasmusbrug via Rotterdam Zuid naar de Barendrechtse Vinex-wijk Carnisselande. Tot en met de voormalige remise Hilledijk rijdt de tram deels samen met de lijn 20 en 23. Net voor het viaduct over de spoorlijn Rotterdam-Dordrecht buigt de lijn naar rechts af. Vanaf de halte Breeplein, die voor lijn 25 slechts in de richting van Carnisselande bestaat,  rijdt de lijn de Bree in en via een viaduct naar het Sandelingplein. Na deze halte rijdt de lijn over de Groene Hilledijk en de Dordtsestraatweg. Lijn 25 rijdt hier in de ene richting op een ander niveau dan in de andere richting en de sporen worden gescheiden door een rij bomen. Tot 1957 reed op dit traject de Rotterdamsche Tramweg Maatschappij met trams naar de Hoeksche Waard via Barendrecht. Na de halte Langenhorst gaat lijn 25 linksaf naar de halte Vrijenburgerbos. Deze halte ligt op de plek van de oude havenspoorlijn. Hierna kruist de lijn de A15, de nieuwe Havenspoorlijn en een regionale weg met een eigen viaduct. Het traject in Carnisselande is vrijwel kaarsrecht op eigen baan. Bij werkzaamheden of calamiteiten kan een pendelbusdienst de route niet precies volgen omdat niet overal langs het traject een geschikte rijweg ligt en moet omrijden.

## Eerdere lijnnummers 25
In 1929 werd er ook een lijn 25 ingesteld, met de route Beursplein - Carnisselaan. In 1934 werd deze lijn alweer opgeheven.

## Tijdelijke tramlijn 125

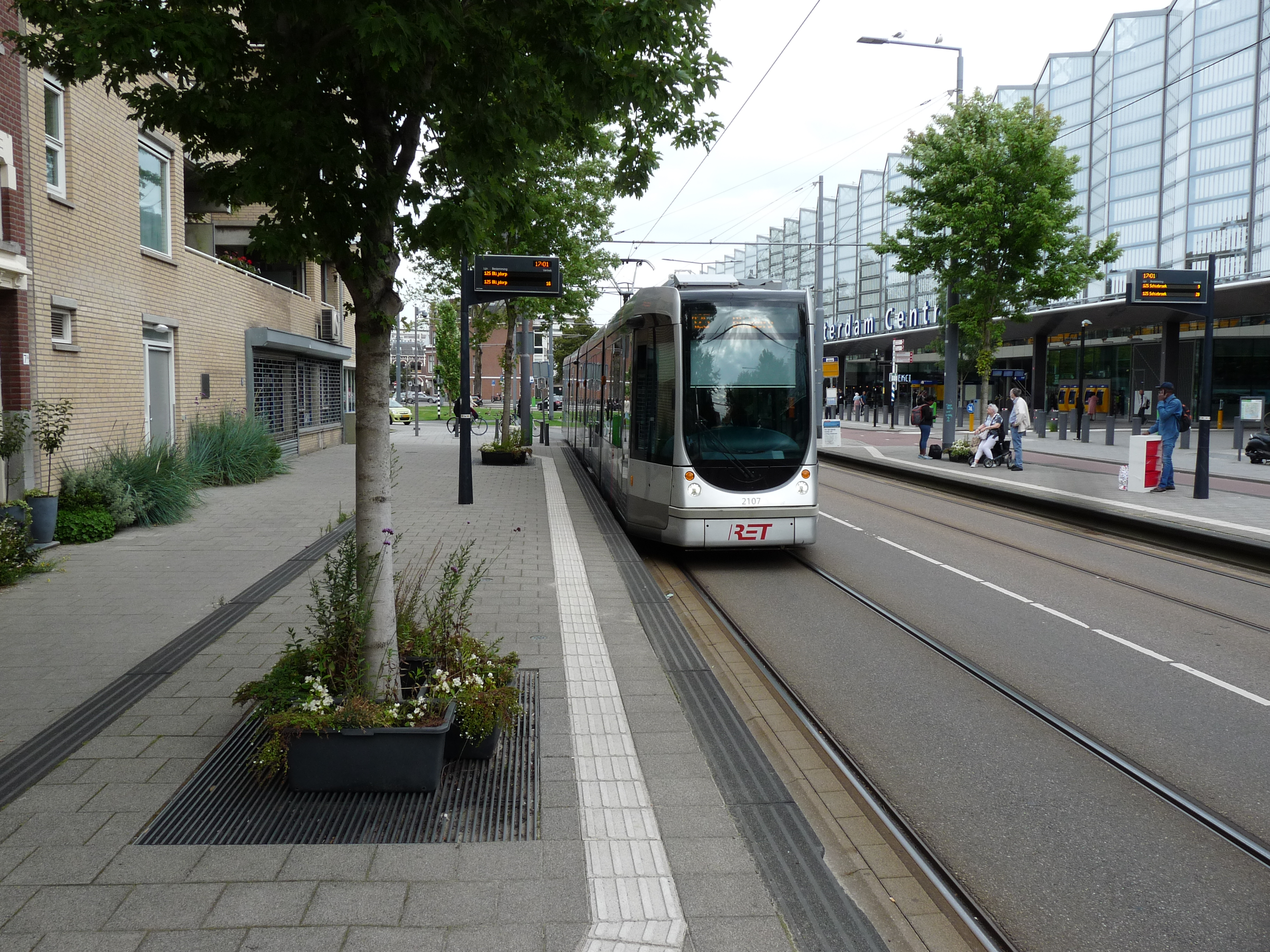
Tramlijn bij Rotterdam CS, Blijdorpzijde

Van 17 juli 2021 tot 3 september reed de tijdelijke tramlijn 125 Schiebroek - Diergaarde Blijdorp, de bediening van het noordelijk deel van de tramlijn 25 over in verband met werkzaamheden. Hier mee kunnen de tramreizigers toch het treinstation Rotterdam Centraal bereiken.
In verband met werkzaamheden aan de Rosestraat & Laan op Zuid van 9 januari 2023 t/m 12 juli 2024 reed er ook een tijdelijke tramlijn 125 tussen Stadion Feyenoord - Schiebroek ter vervanging van het noordelijke deel van tramlijn 25. Van 1 mei 2023 t/m 20 augustus 2023 is dit tussen het Willemsplein - Schiebroek en van 21 augustus 2023 t/m 29 oktober 2023 is het tussen het Provenierssingel en Schiebroek. Het zuidelijke deel van tramlijn 25 werd gedurende de werkzaamheden ingekort tot Carnisselande - Maashaven.

## Materieel
Tramlijn 25 was volledig geschikt voor lagevloertrams en werd geëxploiteerd met de Citadis, een tram van de bouwer Alstom.

## Afbeeldingen

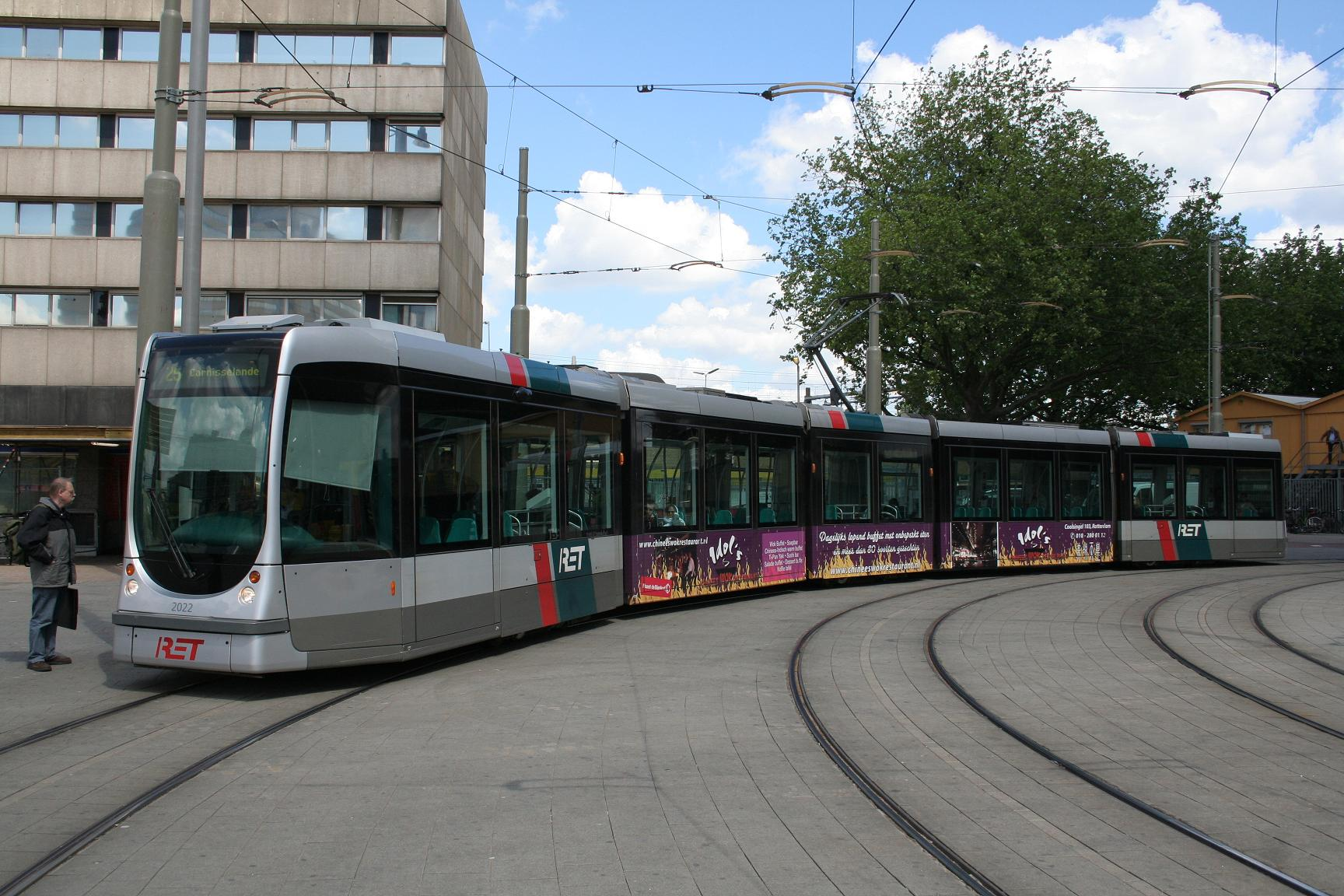
RET tram 2022 op Rotterdam Centraal
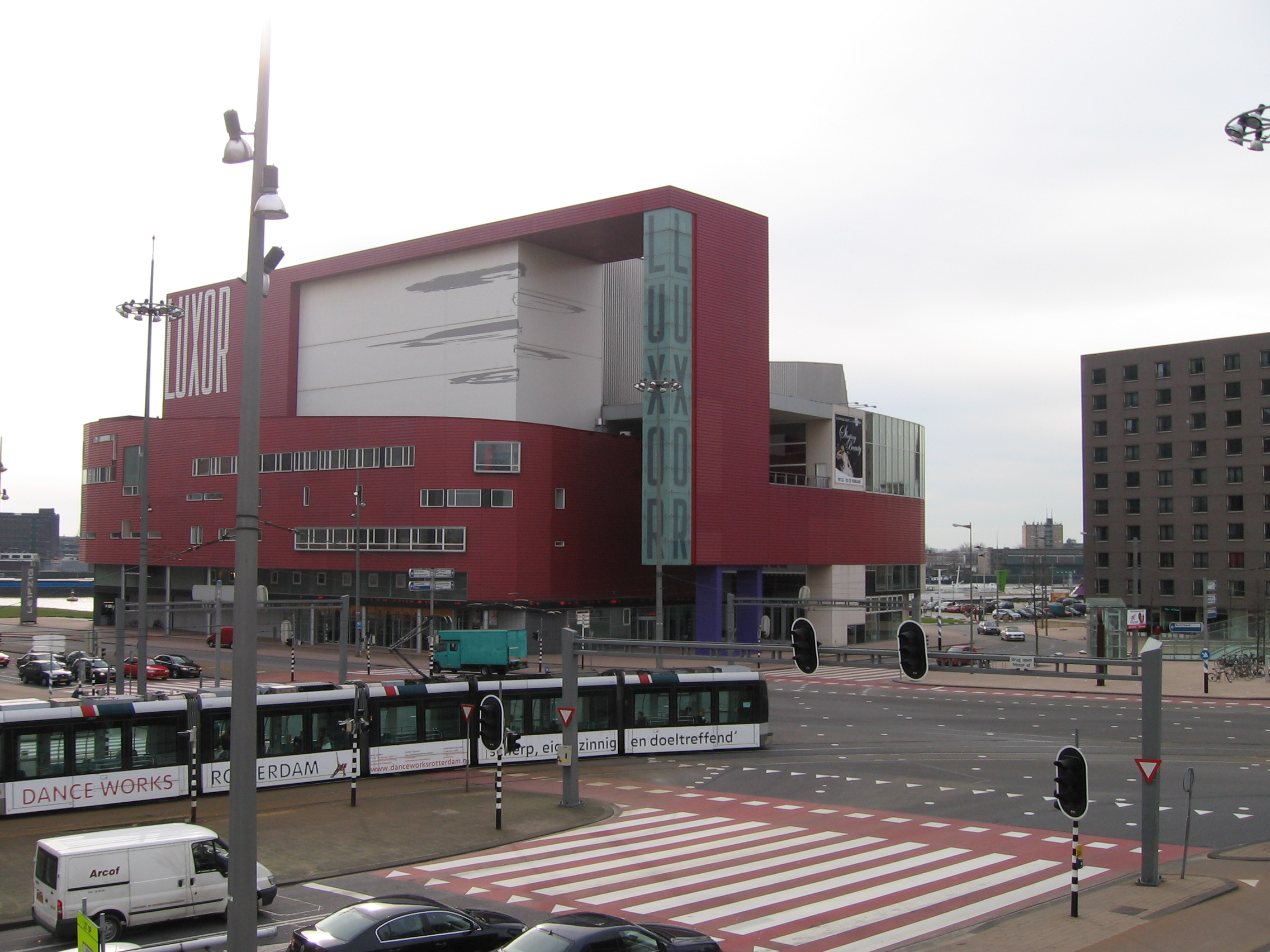
Tramlijn 25 op het Wilhelminaplein